# Nicolangelo Carnimeo
Nicolangelo Carnimeo, italijanski general, * 1887, † 1965.